# Nemoria tenuilinea
Nemoria tenuilinea är en fjärilsart som beskrevs av William James Kaye 1901. Nemoria tenuilinea ingår i släktet Nemoria och familjen mätare. Inga underarter finns listade i Catalogue of Life.